# Криптогени падови код жена
Криптогени падови код жена (енгл. Cryptogenic drop attacks) посебна је врста тенденције ка падању, карактеристична за особе женског пола старости између 40 и 65 година. Означени су као „криптогени“, јер лекари немају сазнања зашто се дешавају, а истовремено не поседују ни јасан доказ да су функционалног порекла. Криптогени падови код жена су понекад (доста ретко), застрашујући јер доводе до повреда; најчешће колена, подлактице и лица.
Код особа млађих од 65 година, ако се након дијагностичких истраживања испостави да правог узрока пада нема, они се проглашавају криптогеним падовима јер настају као последица посебне врсте функционалних неуролошких симптома, који се могу сматрати неким обликом врло кратки подвојених (неепилептичких напада).
Ова врста поремећаја не захтева било какву специфичну терапију.

## Епидемиологија
Криптогени падови код здравих жена старијих од 40 година, јављају се у око 3% случајева.
Досадашња истраживања, која су показала да иако се преко 90% ових падова јавља искључиво код особа женског пола, у око 10% случајева они се могу јавити и код мушкараца.
Просечна старост болесника на почетку болести (или од првог пада) је између 45 и 55 година живота, али се падови могу јавити и у било ком делу живота.

## Етиологија
Криптогени падови најчешће се дешавају без претходног упозорења, претежно док болесница хода. Нису праћени претходним губитком свести, вртоглавицом или осећајем нестабилности.
Узрок њихове појаве је најасан. Како у овој области медицине постоји још увек много тога што о овој врсти падова, није схваћено и разјашњено, они су означени као „криптогени“, јер лекари немају сазнања зашто се дешавају, а истовремено не поседују ни јасан доказ да су функционалног порекла.

## Патогенеза
Криптогени пад настаје док пацијент стоји или хода и насатју нагло, без икаквог упозорења. Пацијент у начелу пада милитаво (као да се згужвао) на земљу због изненадног губитка мишићне снаге или хипотоније. Трајање хипотоније мишића креће се од неколико секунди до неколико минута, а опоравак је потпун, тако да је након пада пацијент обично у стању да без ичије помоћи одмах устане и настави са претходном активношћу. Без икаквог видљивог резидуалног напада.
Карактеристично за овај поремећај је да пацијент остаје потпуно свесна током целог догађаја, јер је функција вида, слух, и говора све време очувана.

## Дијагноза
Дијагноза се поставља на основу:
- Анаменестичких података, да се ради о жени средњих година, која из необјашњивих разлога повремено падне.
- Података да ове жене имају нормалан неуролошки налаз
- Да не постоји (или није доказан) ни један други вероватни узрок који би могао објаснити овај догађај.[1]

## Диференцијална дијагноза
Диференцијално дијагностички треба имати у виду следеће болести, за које је у више од две трећине падова утврђено да имају сличне менифестације као и криптогени падови:
- Епилептични напади
- Менијерова болест са мигренозним вртоглавицама.[5]
- Вертебробазиларна инсуфицијенција. Ова неуролошка манифестација (нпр, губитак вида, диплопија, вртоглавица, утрнулост, итд), поред изненадног губитка мишићног тонуса у ногама, карактерише се и случајевима изненадног пада без јасно повезаних клиничких манифестација, које се тек накнадним истраживањем могу приписати вертебробазиларној инсуфицијенцији.[6]
- Кардиоваскуларна синкопа, која укључује синдром каротидног синуса.
- Ортостатска хипотензије, и вазовагална синкопа.[7][8]
- Цереброваскуларни поремећаји.[9]
- Аутоимуни поремећаји, нпр. аутоимуни енцефалитис.[10]
- Хиподиреоидизама.[11]

## Терапија
Специфичан облик лечења за ову врсту поремећаја не постоји.